# Labiodentale flap
De labiodentale flap of tap is een medeklinker die vooral terug wordt gevonden in talen uit Centraal-Afrika. De klank is ook waargenomen in de Austronesische taal Sika. 

## Symbool
Wanneer de klank in literatuur wordt omschreven, wordt vaak het symbool [v̆] gebruikt. In 2005 werd de klank in het Internationaal Fonetisch Alfabet opgenomen als een v met een rechterhaak:
De klank kent geen symbool in X-SAMPA.

## Kenmerken
- De manier van articulatie is flap, wat inhoudt dat de klank wordt geproduceerd door een enkele samenspanning van de spieren waarmee een articulator tegen een andere articulator wordt gegooid.
- Het articulatiepunt is labiodentaal, wat wil zeggen dat de klank uitgesproken door de onderste lippen contact te laten maken met de boventanden.
- Het type articulatie is stemhebbend, wat betekent dat de stembanden meetrillen bij het vormen van de klank.
- Het is een orale medeklinker, wat wil zeggen dat de lucht door de mond naar buiten stroomt.
- Het is een centrale medeklinker, wat wil zeggen dat de lucht over het midden van de tong stroomt, in plaats van langs de zijkanten.
- Het luchtstroommechanisme is pulmonisch-egressief, wat wil zeggen dat lucht uit de longen gestuwd wordt, in plaats van uit de glottis of de mond.

Deze pagina bevat fonetische informatie in het IPA, die in sommige browsers mogelijk niet correct wordt weergegeven.
Waar symbolen in paren voorkomen, vertegenwoordigt het rechter teken een stemhebbende medeklinker. Gearceerde gebieden bevatten medeklinkers die worden beschouwd als onuitspreekbaar.
Zie ook: IPA, Klinkers